# François Janus Le Noir Du Roule
Pour les articles homonymes, voir Le Noir.
François Janus Le Noir Du Roule, né en 1665 à Châlus (Haute-Vienne) et mort assassiné à Sennar le 10 novembre 1705, est un explorateur français.

## Biographie
Vice-consul à Tripoli (1701), ambassadeur de Louis XIV, vice-consul à Damiette, Du Roule est expédié à Gondar pour y rencontrer Yasous et y établir des relations diplomatiques avec l'Abyssinie. L'ensemble de l'ambassade, arrivé en mai 1705 est assassiné à Sennar le 10 novembre dont Du Roule et Augustin Lippi.
Jules Verne mentionne Du Roule dans sa longue liste des explorateurs de l'Afrique dans le premier chapitre de son roman Cinq semaines en ballon.